# Jack Steinberger
Jack Steinberger (25. května 1921, Bad Kissingen, Německo – 12. prosince 2020, Ženeva, Švýcarsko) byl americký fyzik.
V roce 1988 obdržel Nobelovu cenu za fyziku. Společně s ním ji dostali Leon Max Lederman a Melvin Schwartz za základní experimenty o neutrinech.

## Dětství
Narodil se v městě Bad Kissingen v Bavorsku. Jeho rodiče Ludwig a Berta ho však již ve věku 13 let, spolu s bratrem Herbertem odeslali do USA kvůli antisemitským zákonům v Německu. V Americe se dostal do pěstounské rodiny v Illinois, kde vystudoval New Trier High School.

## Studium
Posléze začal studovat chemické inženýrství na Illinois Institute of Technology, avšak po skončení stipendia odešel ze školy a pomáhal rodině. Bakalářský titul v oboru chemie získal až v roce 1942 na Chicagské univerzitě. Posléze vstoupil do armádní jednotky Signal Corps a krátce pracoval na Massachusettském technologickém institutu, kde se začal zajímat o fyziku. Brzy se vrátil na Chicagskou univerzitu. Jako doktorského studenta ho zde vedli Enrico Fermi a Edward Teller. Titul doktora získal roku 1948 za práci týkající se energetického spektra rozpadu elektronů vyzařovaných při rozpadu mionu. Ukázal, že při tomto rozpadu vznikají tři částice, z toho dvě neutrální.

## Výzkum
Po dokončení doktorátu pokračoval ve vzdělávání na Institute pro pokročilá studia v Princetonu, kam jeden rok docházel. V tomto roce také publikoval výpočet poločasu přeměny neutrální částice pionu. Krátce nato odešel na Kalifornskou univerzitu v Berkeley, kde provedl experiment při němž pozoroval rozpad pionů na fotonové páry. Z Berkeley však musel odejít kvůli odmítnutí podepsat nekomunistickou přísahu. Byl zaměstnán na Kolumbijské univerzitě přesněji v Nevisově laboratoři.
Zde pokračoval ve výzkumu, prokázal mimo jiné, že piony mají spin nula a prokázal také existenci rozpadu pionů na foton, elektron a pozitron. Mezi jeho další úspěchy z této doby patří určení rozdílů hmotností mezi neutrálními a nabitými piony a pozorování vzácného rozpadu nabitého pionu na elektron a neutrino.

### Kvarky a baryony
V polovině 50. let se podílel na výstavbě velké bublinkové komory pro urychlovač částic Cosmotron v Brookhaven National Laboratory. Na tomto urychlovači se následně prováděly experimenty s produkcí a rozpadem hadronů s podivnými s kvarky a také experimenty na výzkum symetrie silné interakce SU (3), která souvisí s výskytem s kvarku.
Dalším významným úspěchem Steinbergera bylo měření spinu a parity (zrcadlová souměrnost) částic zvaných hyperony pomocí bublinkové komory v Brookhavenu. Například měřil neměnné rozložení hmotnosti elektron-pozitronových párů při rozpadu sigma hyperonů na lambda hyperony. Tím přispěl k prokázání narušení P symetrie ve slabé interakci.

### Neutrina
Počátkem 60. let se zájem Steinbergera a jeho spolupracovníků z univerzity, mezi nimiž byli nejdůležitější Leon Max Lederman a Melvin Schwartz, přesunul k neutrálním částicím zvaným neutrina. Steinberger a kolegové postavili detektor v Nevis Labs a měřili jím neutrina vzniklá při rozpadech nabitých pionů a kaonů na miony. Získali řadu dat, podle nichž bylo produkováno mnoho mionů, ale žádné elektrony. Při tomto experimentu byla prokázána existence dalšího typu neutrina, spojeného s miony a nazvané mionové neutrino. Práce byla publikováno roku 1962 ve Physical Review Letters. Za tento výsledek získali Steinberger, Lederman a Schwartz Nobelovu cena za fyziku pro rok 1988. Steinberger svůj podíl věnoval New Trier High School na níž v mládí studoval.

### Fyzikální symetrie
V polovině 60. let Steinberger pobýval v CERNu, kde společně s Carlo Rubbiem uskutečnili experiment v němž naměřili interferenční jev, jímž lze vyjádřit stupeň narušení CP symetrie, ale i rozdíly hmotností mezi krátkodobým a dlouhodobým poločasem přeměny neutrálních kaonů. Po návratu do USA zopakoval Steinberger úspěšně pokus v Brookhavenu. Tím definitivně potvrdil platnost CPT symetrie jako symetrie přírody.
V roce 1968 Steinberger opustil Kolumbijskou univerzitu a vrátil se do CERN, kde přijal pozici ředitele oddělení. Nechal zde postavit experimentální zařízení využívající drátěnou komoru, kterou vynalezl Georges Charpak. Pomocí této komory bylo možné získávat mnohem větší množství dat, což přispělo k velkému rozvoji částicové fyziky. V 70. letech byly pozorovány další vzácné rozpady kaonů a bylo uskutečněno přesnější měření rozdílů hmotností kaonů. Na konci 80. let pak bylo na urychlovači Super Proton Synchrotron přímo pozorováno narušení CP symetrie.

## Ostatní
Jack Steinberger je ateistou, byl oceněn The Council for Secular Humanism. Kromě Nobelovy ceny získal například i Národní vyznamenání za vědu. Je ženatý, jeho syn Ned Steinberger je designérem a zakladatelem firmy na výrobu hudebních nástrojů.